# Distrito de Montluçon
El distrito de Montluçon es un distrito (en francés arrondissement) de Francia, que se localiza en el departamento de Allier, de la región de Auvernia (en francés Auvergne). Cuenta con 12 cantones y 106 comunas.

## División territorial

### Cantones
Los cantones del distrito de Montluçon son:
1. Cantón de Cérilly
2. Cantón de Commentry
3. Cantón de Domérat-Montluçon-Noroeste
4. Cantón de Ébreuil
5. Cantón de Hérisson
6. Cantón de Huriel
7. Cantón de Marcillat-en-Combraille
8. Cantón de Montluçon-Este
9. Cantón de Montluçon-Noreste
10. Cantón de Montluçon-Oeste
11. Cantón de Montluçon-Sur
12. Cantón de Montmarault

### Comunas
| 1. Ainay-le-Château (03003)           | 2. Archignat (03005)               | 3. Arpheuilles-Saint-Priest (03007) | 4. Audes (03010)                 |
| 5. Beaune-d'Allier (03020)            | 6. Bellenaves (03022)              | 7. Bizeneuille (03031)              | 8. Blomard (03032)               |
| 9. Braize (03037)                     | 10. Le Brethon (03041)             | 11. Bézenet (03027)                 | 12. La Celle (03047)             |
| 13. Chamblet (03052)                  | 14. Chambérat (03051)              | 15. La Chapelaude (03055)           | 16. Chappes (03058)              |
| 17. Chavenon (03070)                  | 18. Chazemais (03072)              | 19. Chirat-l'Église (03077)         | 20. Chouvigny (03078)            |
| 21. Colombier (03081)                 | 22. Commentry (03082)              | 23. Cosne-d'Allier (03084)          | 24. Courçais (03088)             |
| 25. Coutansouze (03089)               | 26. Cérilly (03048)                | 27. Deneuille-les-Mines (03097)     | 28. Domérat (03101)              |
| 29. Doyet (03104)                     | 30. Durdat-Larequille (03106)      | 31. Désertines (03098)              | 32. Estivareilles (03111)        |
| 33. Givarlais (03123)                 | 34. Huriel (03128)                 | 35. Hyds (03129)                    | 36. Hérisson (03127)             |
| 37. Isle-et-Bardais (03130)           | 38. Lalizolle (03135)              | 39. Lamaids (03136)                 | 40. Lavault-Sainte-Anne (03140)  |
| 41. Lignerolles (03145)               | 42. Louroux-Bourbonnais (03150)    | 43. Louroux-Hodement (03153)        | 44. Louroux-de-Beaune (03151)    |
| 45. Louroux-de-Bouble (03152)         | 46. Lételon (03143)                | 47. Maillet (03158)                 | 48. Malicorne (03159)            |
| 49. Marcillat-en-Combraille (03161)   | 50. Mazirat (03167)                | 51. Meaulne (03168)                 | 52. Mesples (03172)              |
| 53. Montluçon (03185)                 | 54. Montmarault (03186)            | 55. Montvicq (03189)                | 56. Murat (03191)                |
| 57. Nades (03192)                     | 58. Nassigny (03193)               | 59. Naves (03194)                   | 60. Néris-les-Bains (03195)      |
| 61. La Petite-Marche (03206)          | 62. Prémilhat (03211)              | 63. Quinssaines (03212)             | 64. Reugny (03213)               |
| 65. Ronnet (03216)                    | 66. Saint-Angel (03217)            | 67. Saint-Bonnet-Tronçais (03221)   | 68. Saint-Bonnet-de-Four (03219) |
| 69. Saint-Caprais (03222)             | 70. Saint-Désiré (03225)           | 71. Saint-Fargeol (03231)           | 72. Saint-Genest (03233)         |
| 73. Saint-Marcel-en-Marcillat (03244) | 74. Saint-Marcel-en-Murat (03243)  | 75. Saint-Martinien (03246)         | 76. Saint-Palais (03249)         |
| 77. Saint-Priest-en-Murat (03256)     | 78. Saint-Sauvier (03259)          | 79. Saint-Victor (03262)            | 80. Saint-Éloy-d'Allier (03228)  |
| 81. Sainte-Thérence (03261)           | 82. Sauvagny (03269)               | 83. Sazeret (03270)                 | 84. Sussat (03276)               |
| 85. Teillet-Argenty (03279)           | 86. Terjat (03280)                 | 87. Theneuille (03282)              | 88. Tortezais (03285)            |
| 89. Treignat (03288)                  | 90. Urçay (03293)                  | 91. Valignat (03295)                | 92. Valigny (03296)              |
| 93. Vallon-en-Sully (03297)           | 94. Vaux (03301)                   | 95. Veauce (03302)                  | 96. Venas (03303)                |
| 97. Verneix (03305)                   | 98. Vernusse (03308)               | 99. Vicq (03311)                    | 100. Le Vilhain (03313)          |
| 101. Villebret (03314)                | 102. Villefranche-d'Allier (03315) | 103. Viplaix (03317)                | 104. Vitray (03318)              |
| 105. Ébreuil (03107)                  | 106. Échassières (03108)           |                                     |                                  |